# Rozérieulles
Rozérieulles (Duits: Roseringen) is een gemeente in het Franse departement Moselle (regio Grand Est). De plaats maakt deel uit van het arrondissement Metz. Rozérieulles telde op 1 januari 2022 1.330 inwoners.

## Geografie
De oppervlakte van Rozérieulles bedroeg op 1 januari 2022 6,58 vierkante kilometer; de bevolkingsdichtheid was toen 202,1 inwoners per km².

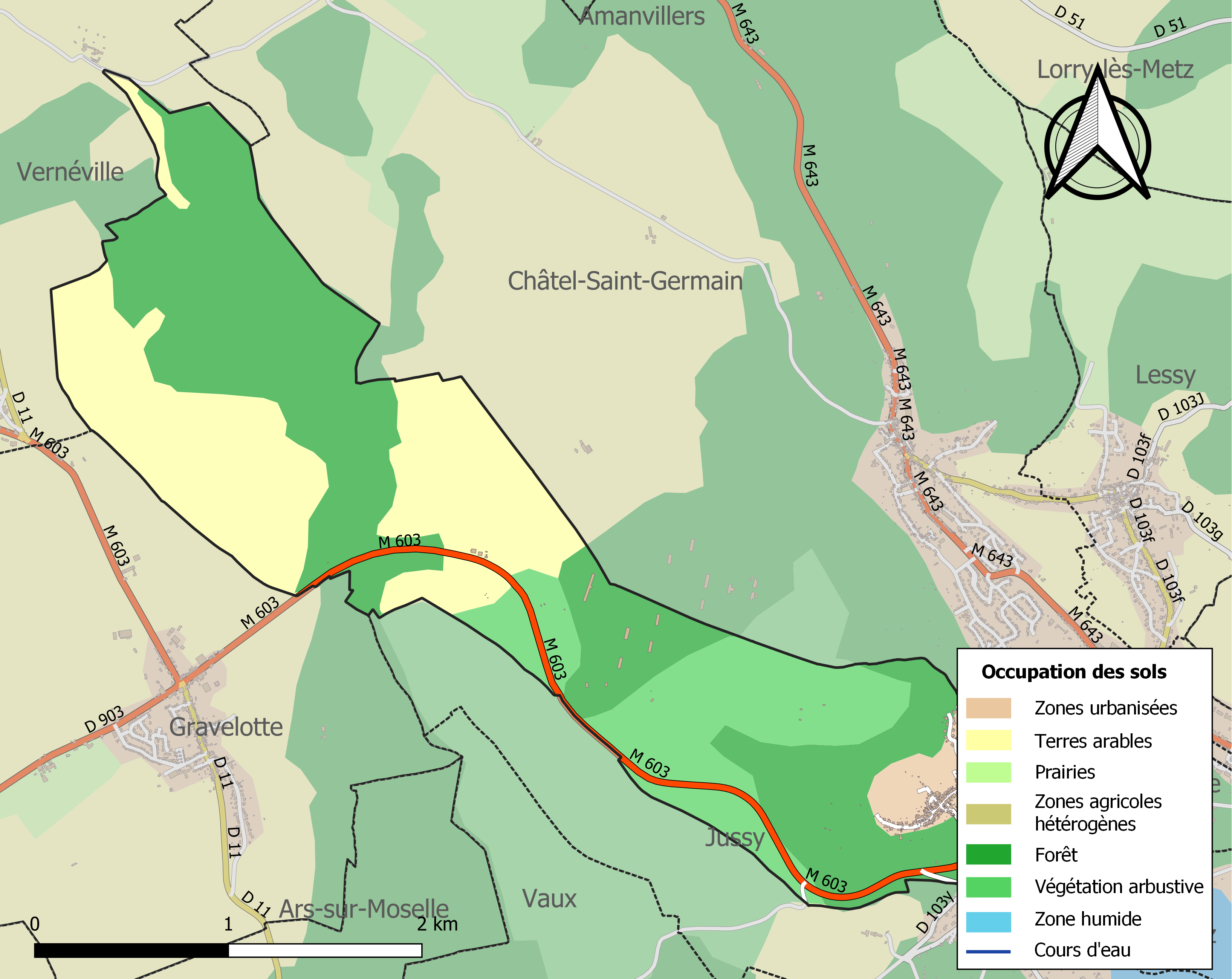
Kaart van de gemeente met de belangrijkste infrastructuur, bodemgebruik en omliggende gemeenten

## Demografie
Onderstaande figuur toont het verloop van het inwonertal (bron: INSEE-tellingen).